# Chris Eagles
Christopher ("Chris") Eagles (Hemel Hempstead, 19 november 1985) is een Engels voetballer die als aanvaller speelt.
Eagles maakte zijn debuut voor Manchester United op 25 augustus 2004. In de thuiswedstrijd in de Champions League tegen Dinamo Boekarest mocht hij invallen. Ook in de uitwedstrijd tegen Fenerbahce op 8 december 2004 mocht hij invallen. Een echte doorbraak bleef echter uit en hij bleef in het tweede elftal spelen.
In het seizoen 04/05 wordt hij verhuurd aan Watford en in 05/06 eerst aan Sheffield Wednesday en daarna wederom Watford.
Aan het begin van het seizoen 06/07 wordt hij verhuurd aan N.E.C.. Daar speelt hij 15 competitiewedstrijden (1 doelpunt) en 2 wedstrijden voor de KNVB beker (2 doelpunten). Toch komt hij in Nijmegen niet echt uit de verf en wordt vooral als invaller gebruikt. In de winterstop verlaat hij NEC en keert terug naar Manchester waar hij weer in het tweede elftal gaat spelen.
Aan het einde van het seizoen komt hij door personele problemen toch weer bij de selectie. Op 28 april 2007 maakt hij als invaller zijn competitiedebuut in de Premier League voor Manchester United in de uitwedstrijd tegen Everton. Hij maakt meteen een doelpunt in deze wedstrijd. Op 9 mei 2007 start hij in de basis in de uitwedstrijd tegen Chelsea (0-0). In zowel 2007 als 2008 wordt hij kampioen met Manchester en in 2008 wordt ook de Champions League gewonnen.
In de zomer van 2008 tekende hij voor drie jaar bij Burnley FC. In 2011 werd hij overgenomen door Bolton Wanderers FC. Nadat zijn contract medio 2014 afliep zat hij enige tijd zonder club. Op 18 november tekende hij tot en met half januari 2015 bij Blackpool FC. Op 19 februari tekende hij een contract tot het einde van het seizoen 2014/15 bij Charlton Athletic FC. In oktober 2015 sloot hij aan bij Bury FC en in de zomer van 2016 ging hij naar Accrington Stanley FC. In januari 2017 ging Eagles naar Port Vale. Met de club degradeerde hij uit de League One waarna hij de club verliet. In november sloot hij na een stage aan bij het Schotse Ross County. In april 2018 vertrok hij bij de club. In juli 2019 verbond Eagles zich voor een jaar aan Oldham Athletic dat uitkwam in de League Two. In januari 2020 werd zijn contract ontbonden.
In juli 2014 kreeg hij van de University of Bolton een eredoctoraat vanwege zijn verdiensten in de sport.